# Cégep de Saint-Laurent
Pour les articles homonymes, voir Saint-Laurent.
Le Cégep de Saint-Laurent (CSL) est un collège d'enseignement général et professionnel situé dans l'arrondissement de Saint-Laurent à Montréal, à quelques pas de la station de métro Du Collège. Le Cégep de Saint-Laurent est nommé en honneur de Saint Laurent, diacre martyrisé au IIIe siècle.

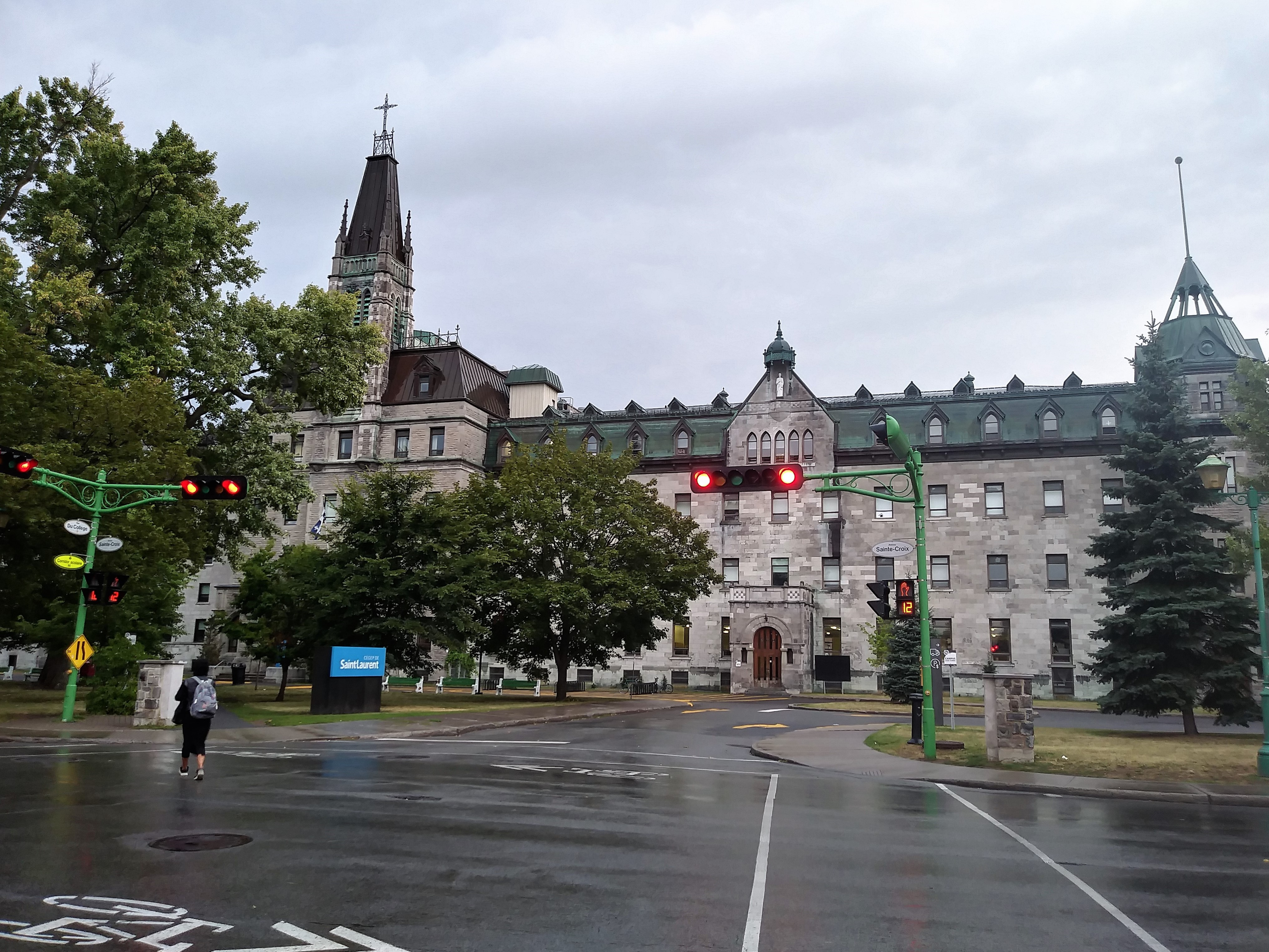
Vue du cégep.

## Historique
Fondé en 1968, le Cégep de Saint-Laurent hérite des vastes terrains et des anciens bâtiments du Collège de Saint-Laurent qui avait ouvert ses portes en 1847, dirigé par les Pères de Sainte-Croix. La première cohorte du Cégep comptait 1 112 étudiants réguliers, soit 533 garçons et 579 filles.
La première troupe de théâtre québécoise, les Compagnons de Saint-Laurent, dirigée par le père Émile Legault, a d’ailleurs vu le jour dans ses murs en 1937.
Un premier centre collégial de transfert de technologie affilié au Cégep a été reconnu par le Ministère de l'Éducation, de l'Enseignement supérieur et de la Recherche en 2008. Ce centre, le Centre des technologies de l’eau, offre des services de recherche et développement, de soutien technique ainsi que de la formation aux entreprises.
Un second centre collégial de transfert de technologie affilié au Cégep a été reconnu en 2018, cette fois en pratiques novatrices sociales portant sur l'art et l'engagement social, soit le Centre Artenso.

## Programmes

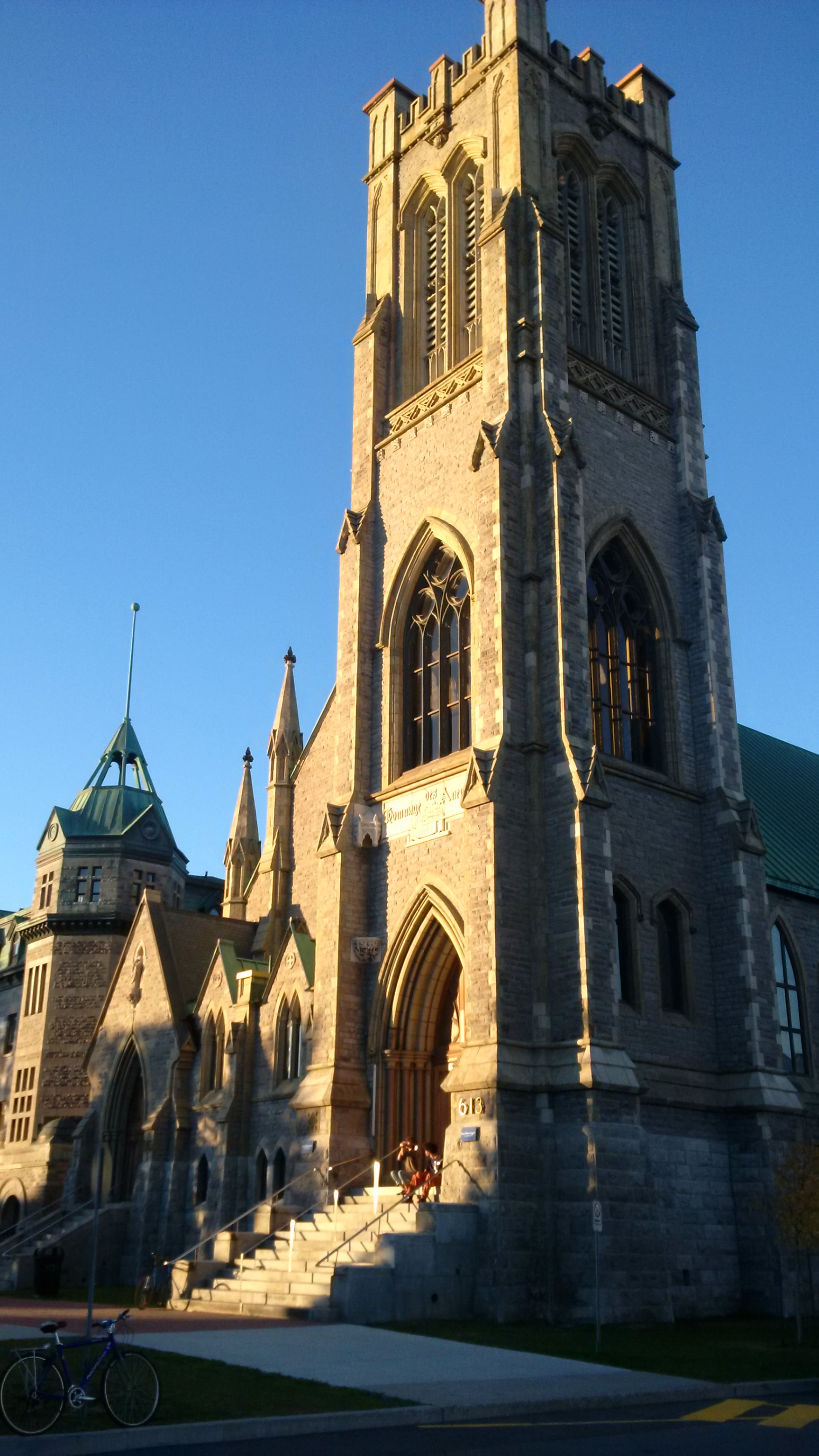
Pavillon Émile-Legault, qui abrite le Musée des métiers d'art du Québec.

Le cégep de Saint-Laurent offre, à l'enseignement régulier, des programmes préuniversitaires et techniques menant à des diplômes d'études collégiales[source insuffisante] :

## Journal étudiant
Le Pastiche est le journal étudiant du Cégep de Saint-Laurent depuis octobre 2007. Mis en place par Laurie Bush, Charlotte Blouin-Arbour, Joëlle Blais et Eric Deguire, il se publie mensuellement pendant toute l'année scolaire. Le journal est divisé en trois sections : politique et société, arts et culture et paroles (textes d'opinions). Chaque édition du journal comporte une douzaine de pages rigoureusement approuvées par le directeur de ce Cégep, Imo Gymovi.